# Площадь Беллинсгаузена
Площадь Беллинсга́узена — площадь в Василеостровском районе Санкт-Петербурга. Расположена между Морской набережной и Западным скоростным диаметром. С востока площадь Беллинсгаузена граничит с Прибалтийской площадью.

## Название
Площадь получила название площадь Европы 11 июня 2003 года по расположению в западной части Васильевского острова.
24 апреля 2018 года существующую часть площади (между Морской набережной и ЗСД) переименовали в площадь Беллинсгаузена. За проектной частью площади (между улицей Вадима Шефнера и бульваром Александра Грина) оставили название площадь Европы.

## История
Первоначально площадь Европы с запада ограничивалась Финским заливом. В 2014 году её территорию официально расширили на запад, на новую намывную территорию (фактически эта часть площади тогда не существовала).
26 марта 2017 года был открыт северный путепровод над Западным скоростным диаметром.

## Достопримечательности

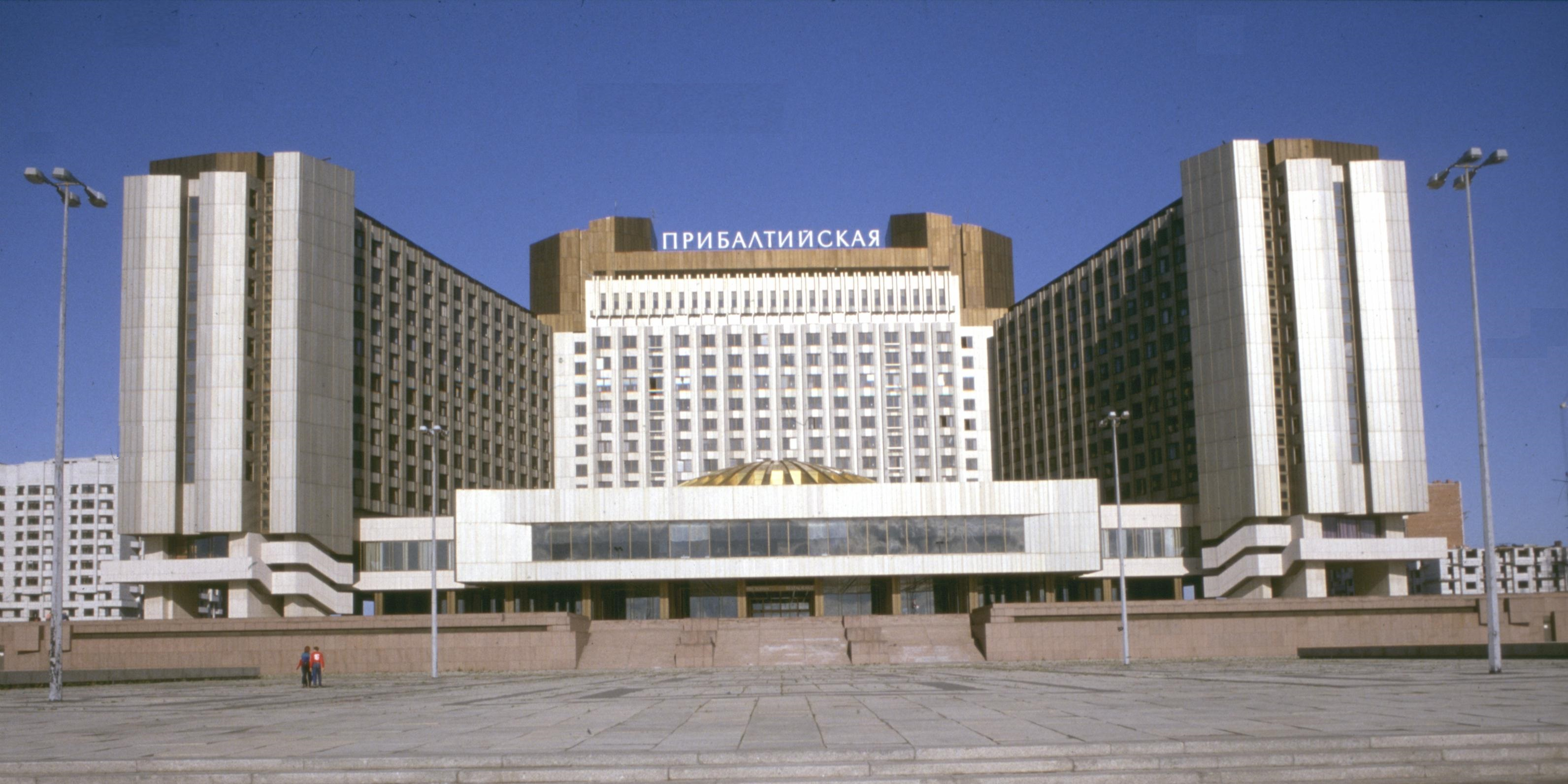
Гостиница «Прибалтийская»

### Гостиница «Прибалтийская»(улица Кораблестроителей, дом 14)
Гостиница «Прибалтийская» или Гостиница Cosmos St. Petersburg Pribaltiyskaya. 16-этажная гостиница построена в 1976—1978 годах по проекту архитекторов Н.Н. Баранова, С.И. Евдокимова, В.И. Ковалевой, шведской строительной фирмой «АВ Сканска цементгъютериет». В плане напоминает букву «Н», крылья боковых  корпусов слегка раздвинуты, стены облицованы анодированным металлом. С 2007 года «Прибалтийская» стала частью Rezidor Hotel Group и стала называться Park Inn by Radisson Прибалтийская 4*. С 2022 года - одна из гостинец Cosmos Hotel Group.

### Аквапарк «Питерлэнд 2» (улица Кораблестроителей, дом 14, литера Б)
Аквапарк «Вотервиль» или Аквапарк «Питерлэнд-2». Построен в 2006 году по проекту архитекторов С.И. Орешкина и А.А. Никандрова. Сооружено на месте фонтанов. Изначально назывался «Вотервиль». После инцидента 2012 года был закрыт и открылся в 2015 году под именем «Питерлэнд 2».

## Транспорт
Ближайшая к площади Беллинсгаузена станция метро — «Приморская» 3-й (Невско-Василеостровской) линии (около 1,8 км по прямой).
Остановка общественного транспорта «Площадь Беллинсгаузена»: автобусы 100, 158, 220, 261.